# Cirripectes heemstraorum
Cirripectes heemstraorum är en fiskart som beskrevs av Williams 2010. Cirripectes heemstraorum ingår i släktet Cirripectes och familjen Blenniidae. Inga underarter finns listade i Catalogue of Life.